# シンサイミライ学校
『シンサイミライ学校』（シンサイミライがっこう）は、2012年3月11日からNHK Eテレが放送したテレビ番組。阪神・淡路大震災や東日本大震災の体験を生かして、未来に向かって学ぶ防災教育番組。
ナレーションは山本美希、制作はNHK大阪放送局。

## 番組
いのちを守る特別授業
小中学生3000人が大津波から避難した岩手県釜石市の「奇跡のサバイバル」を生み出した群馬大学大学院教授の片田敏孝の防災授業などを紹介。
- 釜石の奇跡 片田敏孝教授と子どもたち - 2012年3月11日 16:00 - 16:50
- 正しく恐れて みんなで生き抜け - 2012年9月2日 14:00 - 14:50
- BOSAIとは考え、伝え、行動すること - 講師：諏訪清二、2013年1月19日 14:00 - 14:55
- 私たちがふるさとを守る - 2013年3月9日 15:00 - 16:00
- 総集編 - 2013年9月1日 1:45 - 2:48

楽しく!真剣に!学ぼうBOSAI
防災のプロフェッショナルが行う防災教育の授業の様子を紹介する。プレゼンターは相武紗季。
- 楽しみながら育む「人間力」 - 講師：永田宏和、2012年8月14日 9:00 - 9:15
- アニメで学ぶ「命を守る絆」 - 講師：片田敏孝、2012年8月15日 9:00 - 9:15
- ユニークマップで「まち発見」 - 講師：渥美公秀、2012年8月16日 9:00 - 9:15
- 僕たちがつくる「ふるさとの未来」 - 講師：矢守克也、2012年8月17日 9:00 - 9:15

いのちを守る物語
映像作品を通じて、子どもも大人も一緒に、楽しみながら災害から命を守る知恵を身につける。
- 約束の命 - 監督：外山光男、解説：片田敏孝、2012年8月22日 19:45 - 19:50